# Extended Versions (Warrant)
Extended Versions è un album dal vivo del gruppo musicale statunitense Warrant, pubblicato il 29 marzo 2005 dalla Sony Music.
È una ristampa dell'album dal vivo Warrant Live 86-97 con dieci tracce anziché le quindici originarie.

## Tracce
1. Down Boys – 3:59
2. 32 Pennies – 5:04
3. Cherry Pie – 7:06
4. Hole in My Wall – 3:40
5. Family Picnic – 4:30
6. Feels Good – 3:25
7. Heaven – 2:26
8. Sometimes She Cries – 2:19
9. I Saw Red – 4:24
10. Uncle Tom's Cabin – 5:03

## Formazione
- Jani Lane – voce
- Rick Steier – chitarra
- Erik Turner – chitarra
- Jerry Dixon – basso
- Bobby Borg – batteria
- Danny Wagner – tastiere